# Mariivka, Marhaneț
Mariivka (în ucraineană Мар`ївка) este o așezare de tip urban din orașul regional Marhaneț, regiunea Dnipropetrovsk, Ucraina. În afara localității principale, nu cuprinde și alte sate.

## Demografie
Componența lingvistică a așezării de tip urban Mariivka
     Ucraineană (86,15%)
     Rusă (13,57%)
Conform recensământului din 2001, majoritatea populației așezării de tip urban Mariivka era vorbitoare de ucraineană (86,15%), existând în minoritate și vorbitori de rusă (13,57%).